# جشنواره بریتانیا

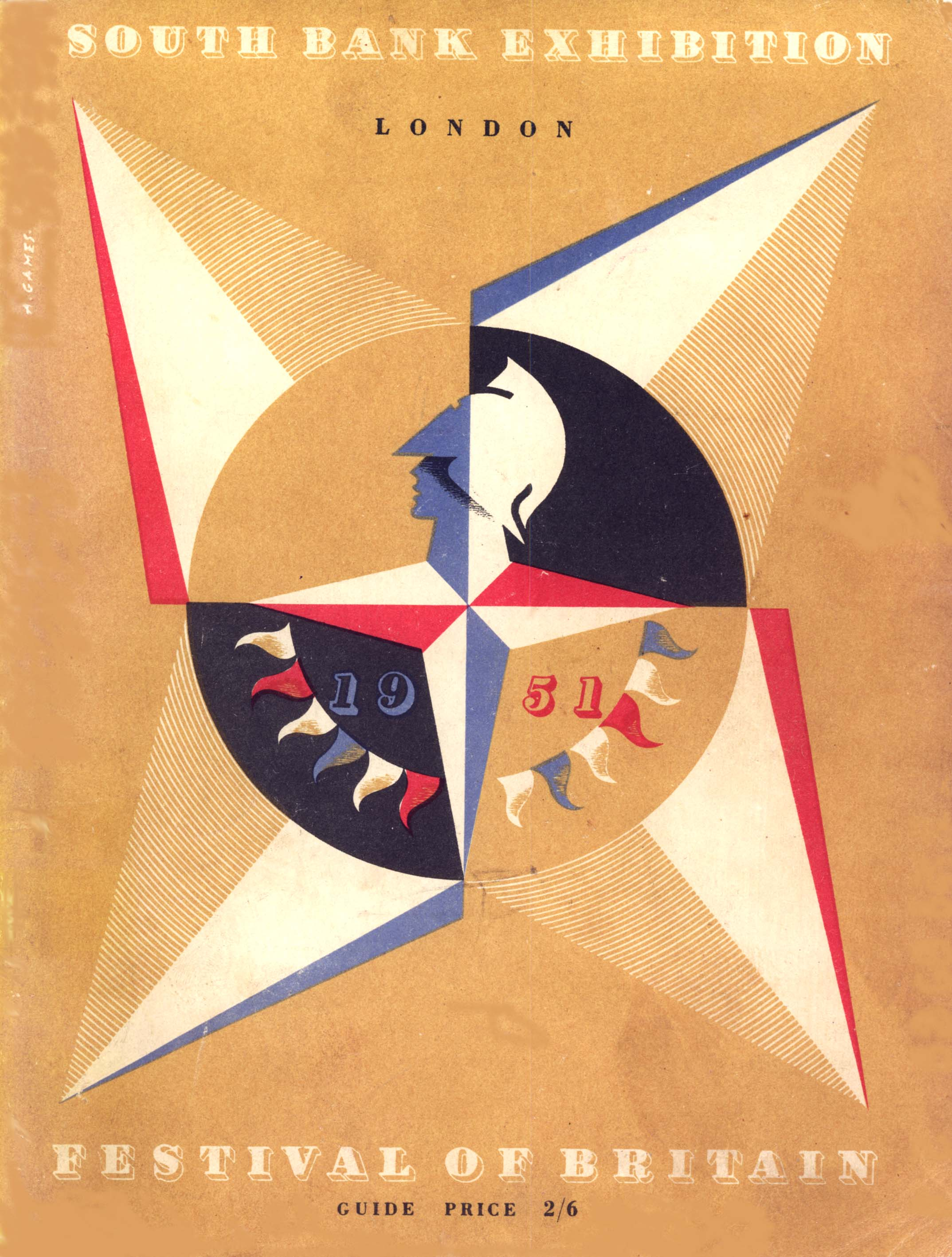
نماد جشنواره بریتانیا، روی جلد راهنمای جشنواره

جشنواره بریتانیا (انگلیسی: Festival of Britain) نمایشگاه و جشنواره‌ای ملی در بریتانیا بود که در تابستان ۱۹۵۱ برگزار شد و میلیون‌ها بازدیدکننده داشت. این نمایشگاه به ابتکار هربرت موریسون عضو کابینهٔ بریتانیا از حزب کارگر و به مناسبت صدمین سالگرد نمایشگاه بزرگ سال ۱۸۵۱ برگزار شد. بودجهٔ ۱۲ میلیون پوندی آن را تماماً دولت بریتانیا تأمین کرد و مضمون اصلی آن دستاوردهای علمی، فناورانه، هنری، و معماری این کشور بود. به باور محققان این نمایشگاه موجب انقلابی در هنر، صنایع، طراحی و ورزش بریتانیا شد.